# Deutscher Textilarbeiterverband
Der Deutsche Textilarbeiter-Verband (DTAV) war von 1891 bis 1933 die freigewerkschaftliche Organisation der Textilarbeiter und -arbeiterinnen. Er war gekennzeichnet von einer hohen Zahl weiblicher Mitglieder. 

## Vorläufer
Es gab verschiedentliche Ansätze zur Organisation der Textilarbeiter. Dazu zählt die 1869 in Leipzig gegründete „Internationale Gewerksgenossenschaft der Manufaktur-, Fabrik- und Handarbeiter.“ Diese Organisation war zentralistisch strukturiert und hatte verschiedene lokale Organisationen. Vorsitzender war Julius Motteler. Der Verband wurde 1878 im Zuge des Sozialistengesetzes aufgelöst. Danach existierten auf lokaler Ebene Fachvereine weiter. Ein neuer überregionaler Organisationsversuch wurde 1884 mit dem Deutschen Manufakturarbeiter und -arbeiterinnenverein mit Sitz in Gera unternommen. Der Verein verfügte mit der Deutschen Manufakturarbeiterzeitung über ein eigenes Verbandsorgan. Auch diese Organisation konnte sich nicht lange halten und wurde 1887 polizeilich aufgelöst.

## Geschichte

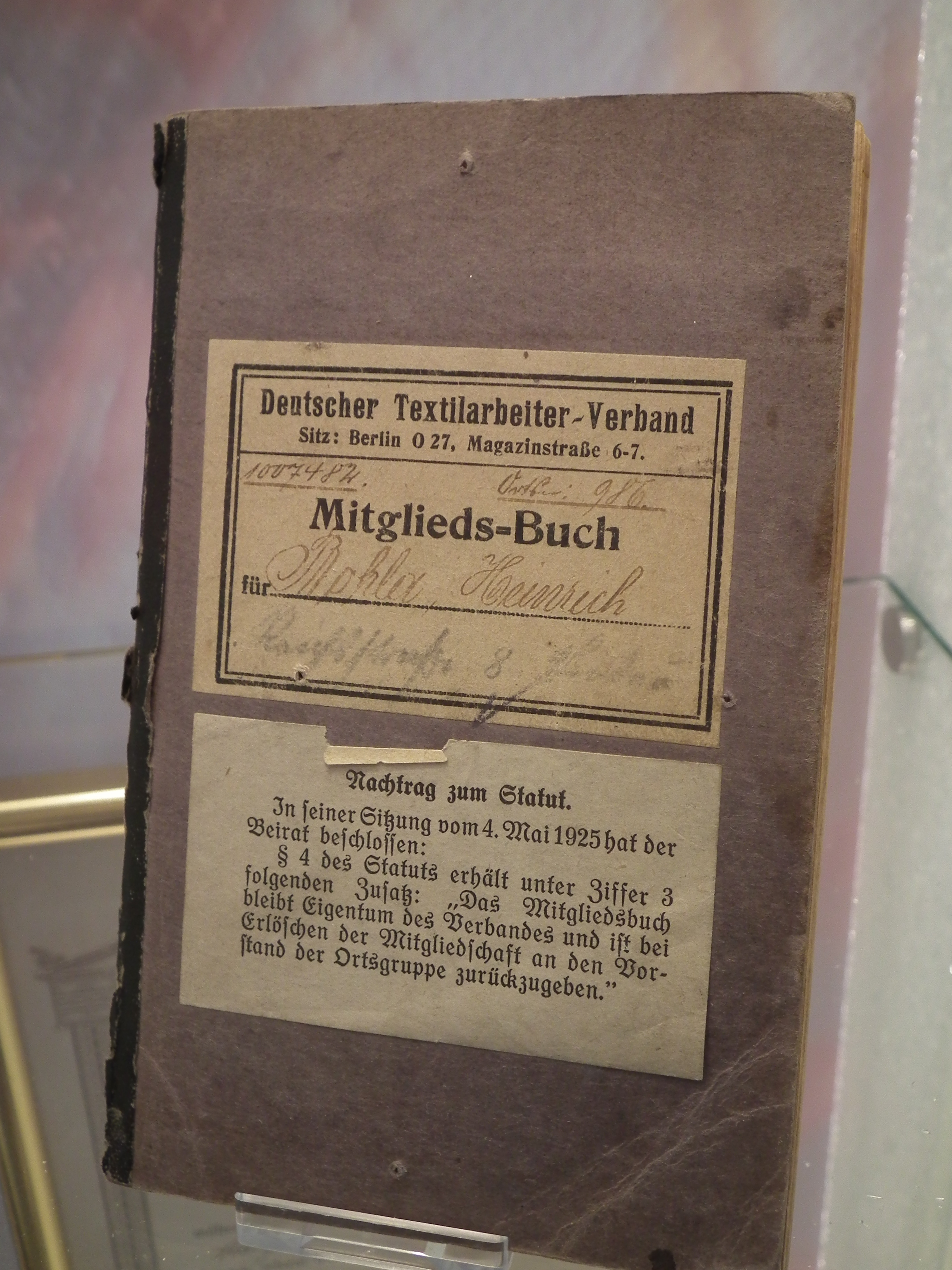
Deutscher Textilarbeiterverband Mitgliedsbuch (Zeitwerkstadt)

Nach dem Ende des Sozialistengesetze fand am 29./30. Mai 1891 in Pößneck der erste deutsche Textilarbeiter und -arbeiterinnenkongress statt. Auf diesem wurde der Deutsche Textilarbeiterverband gegründet. Langjähriger Vorsitzender wurde Karl „Carl“ Hübsch. Innerhalb des Verbandes gab es Vorbehalte gegen eine zentralisierte Organisation. Es gab zahlreiche Mitglieder, die eine lockere Organisation von Ortsgruppen verbunden durch Vertrauensleute bevorzugten. Dabei spielte auch eine Rolle, dass man vielfach die Rolle der Gewerkschaften im Vergleich zum politischen Arm der Arbeiterbewegung als eher unbedeutend einschätzte. Letztlich setzte sich aber eine zentralisierte Organisation durch.
Der Verband erwarb die Zeitschrift „Textilarbeiter“ und machte sie zum Verbandsorgan. Im Jahr 1900 hatte der Verband 42.742 Mitglieder. Wegen der Anhebung der Mitgliedsbeiträge ging die Mitgliederzahl kurze Zeit später auf 27.548 zurück. Im Jahr 1903/1904 führte der Verband den reichsweit beachteten Crimmitschauer Streik zur Durchsetzung des Zehnstundentages. Dieser Streik hat die Finanzen des Verbandes stark strapaziert und der Kassierer Georg Treue brach infolge der Belastungen gesundheitlich zusammen. Allerdings stieg die Mitgliederzahl in der Folge an. Seit 1905/1906 wurde eine Gebietsgliederung in Gaue und die Anstellung hauptamtlicher Gauleiter eingeführt. 
Bereits während des Ersten Weltkrieges gab es innerhalb des Verbandes oppositionelle Bestrebungen. Nach der Novemberrevolution spielte die gegen die gemäßigte Führung der Gewerkschaften gerichtete Opposition im Textilarbeiterverband eine Zeitlang die bestimmende Rolle. Seit 1919 bis zu seinem Tod 1928 war Hermann Jäckel neben Hübsch gleichberechtigter Vorsitzender. 1921 wurde Karl Schrader als dritter gleichberechtigter Vorsitzender gewählt. Im Jahr 1927 trat Carl Hübsch in den Ruhestand und wurde Ehrenvorsitzender.
Im Jahr 1928 existierten 281 Ortsverwaltungen mit zusammen 310.941 Mitgliedern. Davon waren 179.767 weiblich. Der Verband mit seinem ungewöhnlich hohem Frauenanteil litt stark unter der Konkurrenz der christlichen Gewerkschaften.
Während der Weltwirtschaftskrise nahm die Zahl der Mitglieder im Vergleich mit anderen Organisationen als Folge der hohen Arbeitslosigkeit in der Textilbranche überdurchschnittlich stark ab. Mit der Zerschlagung der freien Gewerkschaften endete auch die Geschichte des Deutschen Textilarbeiterverbandes. Nach dem Zweiten Weltkrieg wurde die Gewerkschaft Textil-Bekleidung (GTB) als Nachfolgerin der Gewerkschaften Hutarbeiter-Verband, Bekleidungsarbeiter-Verband und dem Deutschen Textilarbeiter-Verband gegründet. Die GTB fusionierte 1998 mit der Gewerkschaft IG Metall.